# Хинтасели, Александрос
Александрос Хинтасели (греч. Αλέξανδρος Χιντασέλι; 16 февраля 1994, Воронеж, Россия) — греческий футболист, полузащитник.

## Карьера
Воспитаниик клуба «Докса» (Драма), в котором и начал профессиональную карьеру. На взрослом уровне дебютировал 3 октября 2012 года в матче Греческой футбольной лиги против команды «Эрготелис». 15 сентября 2014 года подписал контракт с клубом Высшей лиги «Арис», однако не провёл за основную команду ни одного матча. 20 августа 2015 года перешёл в другой клуб лиги «Каллони», в составе которого сыграл 2 матча в чемпионате Греции. С 2017 года выступает за клубы третьей лиги Греции.